# (12715) Godin
(12715) Godin (1991 GR2) – planetoida z pasa głównego asteroid okrążająca Słońce w ciągu 3,49 lat w średniej odległości 2,3 j.a. Odkryta 8 kwietnia 1991 roku.